# Скотт Тремейн
Скотт Дункан Тремейн (нар. 1950) — астрофізик канадського походження. Він є членом Лондонського королівського товариства, Королівського товариства Канади та Національної академії наук США. Тремейна вважають одним із провідних світових астрофізиків за його внесок у теорію Сонячної системи та галактичної динаміки. Співавтор книги «Галактична динаміка» — найпопулярнішого підручника й довідника в цій галузі. Тремейнові приписують створення назви «пояс Койпера». На його честь названо астероїд 3806 Тремейн.

## Кар'єра
Тремейн здобув ступінь бакалавра в Університеті Макмастера в 1971 році та ступінь доктора філософії в Принстонському університеті в 1975 році. У 1996 році він здобув ступінь почесного доктора філософії в Університеті Макмастера. З 1981 по 1985 рік він був асоційованим професором Массачусетського технологічного інституту. У 1986 році він став першим директором Канадського інституту теоретичної астрофізики в Університеті Торонто і обіймав цю посаду до 1996 року. У 1995 році він отримав відзнаку «Професор університету» в Університеті Торонто. У 1997 році він залишив Канадський інститут теоретичної астрофізики і обійняв посаду професора в Принстонському університеті, і з 1998 по 2006 рік обіймав посаду голови кафедри астрофізичних наук.
У 2007 році Скотт Тремейн залишив Принстонський університет і став професором Інституту перспективних досліджень. На посаді завідувача кафедри його замінив Девід Спергель.
Скотт Тремейн був понад 20 років одружений з професоркою Мерилін Мантей Тремейн, експертом із взаємодії людини та комп'ютера, колишньою головою секції SIGCHI Асоціації обчислювальної техніки.

## Наукові досягнення

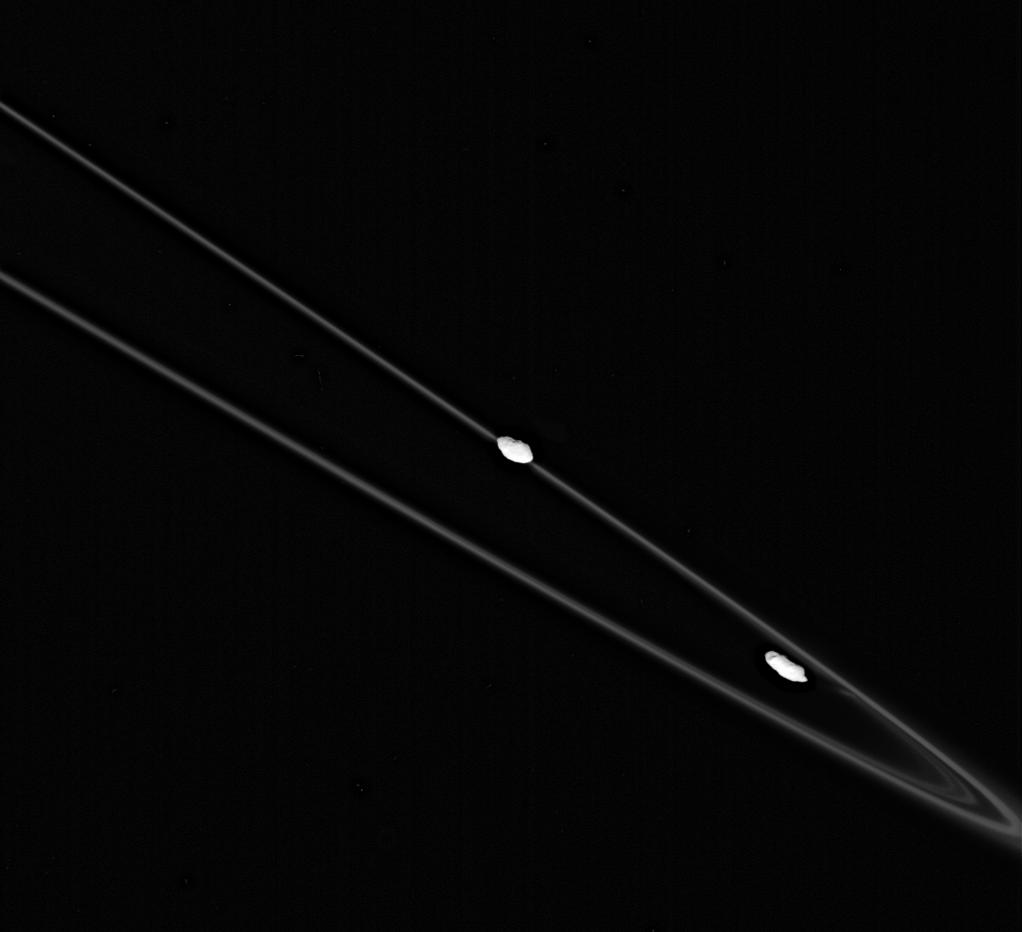
Пандора і Прометей, супутники-пастухи кільця F Сатурна, передбачені Голдрайхом і Тремейном

У 1979 році Тремейн разом із Пітером Голдрайхом правильно передбачили, що тонке F-кільце Сатурна і тонкі кільця Урана створені супутниками-пастухами. Супутники Сатурна Прометей і Пандора були вперше помічені в 1981 році, а в 1986 році супутники-пастухи були знайдені навколо кілець Урана.
Спільно з Джеймсом Бінні Тремейн написав книгу «Галактична динаміка», яка часто вважається стандартною довідкою в цій галузі і понад десять тисяч разів цитується у наукових публікаціях.
Тремейн разом зі співробітниками з Торонтського університету показали, що короткоперіодичні комети походять із поясу Койпера.
У грудні 1995 року Майк Ірвін[en], Скотт Тремейн і Анна Житков досліджували два об'єкти з повільним рухом, які, імовірно, належать до поясу Койпера. Науковці продовжували дослідження Еджворта (1949) і Койпера (1951), які вказують на те, що протопланетні диски виходять за межі орбіти Нептуна і що матеріал диска за межами Нептуна не об'єднався в планети. Цю групу планетезималей тепер називають поясом Койпера.

## Нагороди та відзнаки
- «Член спадщини» Американського астрономічного товариства (2020)[36].
- Премія Фонду Томалла за роботу з гравітаційної динаміки (2013).
- Почесний доктор Університету Торонто «на знак визнання його наукового внеску в галузь астрофізики та його адміністративне керівництво на підтримку канадської та міжнародної науки» (2010)[37].
- Нагорода Фонду Олександра фон Гумбольдта (2005).
- Член Національної академії наук США (2002).
- Почесний доктор Університету Святої Марії (1999).
- Нагорода Дірка Брауера від Відділу динамічної астрономії Американського астрономічного товариства[38] «на знак визнання його багатьох видатних внесків у широке коло динамічних проблем як сонячної системи, так і галактичної динаміки»[30] (1998).
- Премія Денні Хейнемана з астрофізики за «різноманітне та глибоке застосування динаміки до планет, кілець, комет, галактик і Всесвіту» (1997)[26].
- Почесний доктор Університету Макмастера (1996).
- Член Лондонського королівського товариства (1994).
- Член Королівського товариства Канади.
- Меморіальна медаль Резерфорда з фізики від Академії мистецтв, гуманітарних наук і наук Канади за «видатний внесок у сферу[sic] астрофізика, зокрема його вражаючий успіх у передбаченні властивостей динаміки планетних кілець і позапланетних об'єктів, які ними керують» (1990)[39].
- Нагорода К. С. Білза від Канадського астрономічного товариства (1990)[40][41].
- Премія Хелен Б. Ворнер з астрономії від Американського астрономічного товариства на знак визнання «його багатьох видатних внесків у широке коло динамічних проблем як Сонячної системи, так і галактичної динаміки» (1983)[30][42].